# Synton
Synton je hypotetická jednotka odpovídající potenciálnímu činidlu při retrosyntéze. Toto označení zavedl Elias James Corey v roce 1967.

## Příklad
Při retrosyntéze kyseliny fenyloctové se objevují dva syntony: nukleofilní skupina „COOH−“ a elektrofilní skupina PhCH -
2 . Tyto skupiny se nevyskytují samy o sobě a k reakci vytvářející požadovaný produkt se použijí jejich syntetické ekvivalenty; v tomto případě kyanidový anion jako syntetický ekvivalent COOH− a benzylbromid jako ekvivalent benzylového syntonu. Příprava kyseliny fenyloctové na základě retrosyntézy tak vypadá takto:
Ph-CH2-Br + Na+C≡N− → Ph-CH2-C≡N + NaBr
Ph-CH2-C≡N + 2 H2O → Ph-CH2-C(=O)-OH + NH3
(Ph = fenyl).
- C2 syntony – acetylen, acetaldehyd
- -C2H4OH synton – ethylenoxid
- karbokationtové syntony – alkylhalogenidy
- karboaniontové syntony – Grignardova činidla, organolithné sloučeniny, substituované acetylidy

## Použití označení u syntetických oligonukleotidů
Označení synton se používá i při syntézách genů.

## Karbokationtové syntony

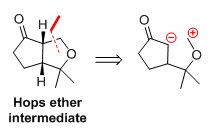
Rozpojení molekuly

Příkladem syntézy využívající rozpojení cyklické molekuly a tvorbu karbokationtových syntonů je Pictetova–Spenglerova reakce; dochází při ní k reakci pí vazby C-C a iminiového iontu, obvykle získaného kondenzací aminu s aldehydem. Pictetova–Spenglerova reakce byla využita na přípravu řady indolů a isochinolinů.
K tvorbě nových vazeb uhlík-uhlík se často používají karboaniontové alkylace. Jako alkylační činidla slouží alkylhalogenidy nebo podobné sloučeniny s dobrými odstupujícími skupinami. Obzvláště vhodné pro SN2  reakce jsou allylhalogenidy. Celestolid (4-acetyl-6-terc-butyl-1,1-dimethylindan, jednu ze slžek pižma) lze vytvořit s využitím alkylace benzylového aniontu 3-chlor-2-methylprop-1-enu jako jednoho z kroků.